# Mohamed Salama
El xeic Mohamed Salamah (àrab: محمد سلامة, Muḥammad Salāma) (Musturud, Qalyubia, 1899 - ?, 1982) va ser un destacat qari o recitador de l'Alcorà egipci. Va estudiar recitació a la Universitat d'Al-Azhar, on va memoritzar l'Alcorà. Va lluitar a la Revolució egípcia de 1919 contra els britànics. Es va traslladar a Palestina després de la Primera Guerra Mundial, abans de tornar a Egipte als anys 1930.
El xeic Salamah va ser l'únic recitador destacat que es va negar a gravar per a la ràdio, ja que creia que estava prohibit, fins que finalment va cedir, l'any 1948. El 1937 va participar en una conferència de recitadors de l'Alcorà que va portar a l'establiment d'una Associació de Recitadors.
Va ser el mentor dels famosos recitadors Kamil Yusuf Al-Bahtimi i Mohamed Siddiq El-Minshawi, que van viure i estudiar a casa seva. També va ensenyar a altres recitadors destacats com Sayyid Darwish, Ahmad Zakariyya i Ali Mahmoud Taha.